# Pervy Kanal
Pervy Kanal (en russe : Первый канал, litt. « première chaîne ») est la principale chaîne de télévision nationale de Russie.
La chaîne était connue sous le nom Télévision publique russe (en russe : Общественное Российское Телевидение, Obchtchestvennoïe Rossiskoïe Televidenie, ORT) d'avril 1995 à septembre 2002.
Elle diffuse de nombreux programmes depuis ses studios moscovites, situés à proximité de la tour de radio-télévision « Ostankino », à destination de l'ensemble du territoire de la fédération, mais également des autres républiques de l'ex-Union soviétique. Depuis quelques années, la chaîne diffuse également une version internationale, diffusée sur plusieurs satellites en Europe et en Amérique du Nord.
Si la chaîne possède une licence publique et appartient en majorité (51 %) à l'État, des actionnaires privés sont entrés dans son capital depuis 1994.
En 1993, la chaîne devient membre du réseau de l'Union européenne de radio-télévision, comme nombre de télévisions publiques européennes, avant d'en être suspendue en 2022.

## Programmes
Les programmes sont essentiellement généralistes, avec de nombreuses séries, la version russe de jeux populaires dans le reste du monde et de nombreux rendez-vous d'information, tel le journal du soir Vremia (Время).
Une des émissions les plus populaires est le jeu Kto khotchet stat millionerom (en russe : Кто хочет стать миллионером), en français : « Qui veut devenir millionnaire ? », version locale du programme Qui veut gagner des millions ?.
Elle produit aussi des films destinés aux salles de cinéma, par exemple L'Amiral. Elle les diffuse à l'exportation sous le nom de "Channel One" qui est la traduction de Первый канал.
En 2009, la chaîne a été l'hôte de l'UER pour le Concours Eurovision de la chanson[réf. nécessaire].

## Histoire
Pervy Kanal est l'héritière directe de la première chaîne de la Télévision centrale soviétique, laquelle a vu le jour dès 1931. Les émissions régulières ont commencé en 1938 avec l'ouverture de studios à Moscou et Leningrad. À partir de 1951, la chaîne couvre la quasi-totalité du territoire soviétique.
Peu après l'éclatement de l'URSS, la chaîne est nationalisée par le gouvernement russe. Le 27 décembre 1991, l'un des premiers actes du président russe Boris Eltsine est la signature d'un décret présidentiel transformant la « Radio-télévision de l'union » (Gosteleradio) en « Radio-télévision de la fédération de Russie », sous le nom de « Kanal Ostankino », devenu ensuite ORT, ou première chaîne.
En 2011, l'homme d'affaires Iouri Kovaltchouk s'est porté acquéreur de 25 % de Pervy Kanal contrôlée à 51 % par l’Etat. Cette acquisition s'est effectuée pour 150 millions de dollars auprès de la société de Roman Abramovitch qui conserve 24 % de la chaîne.

## Controverses et sanctions.
La chaîne est régulièrement accusée de diffuser de fausses informations, de façonner une certaine image du président russe Vladimir Poutine, et d'être un organe de propagande des autorités russes,.
En 2014, au cours de la guerre du Donbass, Pervy Kanal diffuse un reportage affirmant que l'armée ukrainienne aurait crucifié un enfant de 3 ans sur la place publique à Sloviansk. L'affaire s’avérera être une fausse information montée de toutes pièces.
En 2016, la chaîne prétend qu'une jeune allemande d'origine russe de 13 ans, Lisa F., aurait été kidnappée et violée par des migrants. Après enquête, la police allemande conclura qu'« il n’y a eu ni enlèvement ni viol. »
Le 14 mars 2022, la journaliste Marina Ovsiannikova interrompt le journal télévisé Vremia. Elle se place derrière la présentatrice, Ekaterina Andreïeva, pour protester contre l'invasion russe de l'Ukraine en 2022.
Le 14 décembre 2022, suite à une saisine de Reporters sans frontières, s'appuyant sur l'expertise du Comité Diderot, l'Arcom met l'opérateur française de satellite Eutelsat de mettre fin à la diffusion de la chaîne, qui était transmise pour les bouqutes NTV Plus et Trikolor, vers la Russie mais également vers les territoires occupés de l'Ukraine. Le 15 décembre 2022, le Conseil européen sanctionne la chaîne en application du Règlement UE 833/2014.

## Personnalités de  la chaine
- Dzmitry Zavadski (1972-2000)
- Marina Ovsiannikova (de 2003 à 2022)